# ابن منعم العبدري
أبو جعفر أحمد بن إبراهيم بن علي وشهرته ابن منعم العبدري (ت 626هـ بمراكش) حاسب من جهابذة الرياضيات في المغرب العربي. أصله من دانية (قرب بلنسية) بالأندلس. أشهر كتبه كتاب «فقه الحساب»، وقد وصف فيه ما يُسمى اليوم مثلث باسكال.

## نشأته
تتلمذ على يد والده، «ويذكر من شغفه بهذا الفن أنه كان لا ينام من الليالي حتى يعرض على خاطره كتاب الأركان لأوقليدس بادئا من آخر شكل فيه متقهقرا إلى ما قبله فصاعدا إلى أول شكل منه إذ كان فهم كل شكل ينبني على فهم ماقبله». وانتقل إلى مراكش، ربما في عهد الخليفة الناصر لدين الله الموحدي الذي أولى عناية ورعاية خاصة بالعلم والعلماء، بشهادة ابن منعم الذي يقول في مقدمة كتابه «فقه الحساب»:
| ابن منعم العبدري | ... ولما كانت حضرته أيدها الله جامعة للعلماء وآخذة بذوي الدراية والنبهاء...أهديتُ إليها ميامن العلم جامعا تأليفا في الحساب، كاملا جامعا، وعلم السنة والكتاب محتاج إلى إلى مقدمات من الحساب | ابن منعم العبدري |

.

## أعماله
استقر بالقبة المنصورية الواقعة قرب المسجد المنصوري الكبير، وقد كانت هذه القبة هي المكان الذي يلتقي فيه بتلاميذه، وهذا ما يُستفاد من قول ابن عبد الملك المراكشي: «وانتصب لإفادة ما كان لديه من المعارف بالقبة المنصورية». ويُحتمل أن ابن منعم كان يعلم علوما أخرى بجانب الرياضيات.
نعرف له خمس كتب، أهمها: «فقه الحساب»، وهو الوحيد الذي وصلنا من أعماله. يذكر بعض علماء الحساب بالأندلس، منهم ابن طاهر، وابن سيد. أما مؤلفاته الأخرى المفقودة فهي: «مقالة في استنباط أعداد الوفق»، «تجريد أخبار كتب الهندسة على اختلاف مقاصدها»، وكتاب رابع لا نعرف عنوانه بالضبط، نظرا لوجود «بياض» في مخطوط «الذيل والتكملة» الذي يورد هذه العناوين. والخامس «مسائل علم الموسيقى، مما عُني بتأليفه الفقيه العلامة الأمجد أبو جعفر أحمد بن منعم العبدري البلنسي عفا الله عنه...». 
اهتم بمجالات علمية أخرى كالطب، إذ «كان مع ذلك حسن النظر في صناعة الطب موفق الرأي في العلاج، انتفع به في ذلك كله كثير»، ولم يكن انشغاله بالطب إلا «في حدود الثلاثين من عمره، ففاق فيها (صناعة الطب) أبناء عصره». وقد أسهم في تطوير التحليل التوافيقي (تحليل الشفرات)، الذي استند في بعض جوانبه إلى اجتهادات الفراهيدي.

## أثره
ذكره ابن خلدون في المقدمة قائلا: «ولابن البناء المراكشي فيه تلخيص ضابط لقوانين أعماله مفيد. ثم شرحه بكتاب سماه رفع الحجاب... وساوق المؤلف فيه رحمه الله كتاب فقه الحساب لابن منعم والكامل للأحدب، ولخص براهينهما...». 
فقد كان ابن البناء يُساوق ويقتبس من ابن منعم، في كتابه «رفع الحجاب عن وجوه أعمال الحساب». 
واستند أيضا إلى كتاب «فقه الحساب» ابن هيدور التادلي (ت1413م) وابن زكريا الغرناطي (ت1404م).